# Papilio oxynius
Papilio oxynius is een vlinder uit de familie van de pages (Papilionidae). De wetenschappelijke naam van de soort is voor het eerst geldig gepubliceerd in 1827 door Carl Geyer.